# Sirdavidia
Sirdavidia là chi thực vật có hoa trong họ Annonaceae.

## Các loài
- Sirdavidia solannona Couvreur & Sauquet, 2015: Gabon.